# Іоанн II (архімандрит Печерський)
Іоанн II (д/н — бл. 1299) — церковний діяч часів Ординського ярма.

## Життєпис
Відомостей про нього обмаль. Став архімандритом Києво-Печерського монастиря близько 1292 року, про якого згадано в Печерському пом'яннику. Вимушений був переінтуватися з Волинського князівства на Галицьке, внаслідок посилення Лева Даниловича.
Ймовірно Іоанн II загинув наприкінці 1299 року внаслідок жорстокого пограбування Києва військами Токти, хана Золотої орди. Останній здійснив цей акт в покарання Льву Даниловичу, союзнику темника Ногая — ворога Токти. Новим настоятелем у 1300 році став Азарія I.